# Порт ов Спејн
Порт ов Спејн (шпански: Puerto España), званично Град Луке Шпаније (такође стилизовано Порт-ов-Спејн), главни је град Тринидада и Тобага, други је по величини град у земљи после Сан Фернанда, и трећа по величини општина после Чагванаса и Сан Фернанда. Град има 37.074 становника у општини (попис из 2011), градску популацију од 81.142 (процена из 2011) и пролазну дневну популацију од 250.000 становника. Налази се у заливу Парија, на северозападној обали острва Тринидад и део је веће конурбације која се протеже од Чагварамаса на западу до Ариме на истоку са процењеном популацијом од 600.000 становника.
Порт ов Спејн је најразвијенији град у Тринидаду и Тобагу. Град је велики административни и трговачки центар у држави, али и значајан финансијски центар за цео регион Кариба. У граду се налази и највећа контејнерска лука на острву и представља једно од средишта транспорта на Карибима, одакле се извозе и пољопривредни и индустријски производи. Лука Шпанија је такође била де факто главни град краткотрајне Западноиндске федерације, која је ујединила Карибе. Град је такође дом највеће контејнерске луке на острву и једно је од неколико бродских чворишта на Карибима, који извози пољопривредне и индустријске производе. Боксит из Гвајане се транспортује преко објеката у Чагварамасу, око 8 km (5 mi) западно од града. Предпосни карневал главни је градски културни фестивал и туристичка атракција.
Данас је Шпанска лука водећи град у Карипском региону. Тринидад и Тобаго били су домаћини Петог самита Америке 2009. године, чији су гости били председник САД Барак Обама и америчка државна секретарка Хилари Клинтон.

## Географија
Шпанска лука има површину од око 10,4 km² (c. 4 sq. mi) и налази се у северозападном делу острва Тринидад, између залива Парија, Северног ланца и мочваре Карони.
Северни ланац је низ високих, биоразноликих брда у северном делу Тринидада и сматра се продужетком планина Анда Јужне Америке, иако је то геолошки нетачно. Преко 465 врста птица и 100 врста сисара може се наћи у овим планинама, што га чини једним од најразноврснијих планинских ланаца на Карибима. Северни ланац се протеже од полуострва ЧагВарамас на западу до Тока на истоку и састоји се углавном од стрмих урањања метаседиментних стена и бујне прашуме која садржи велики број биљних и животињских врста. Лука Шпанија се налази на западном крају и град се пење у брда и долине које су насељене и великим делом искрчене. Два највиша врха су El Cerro del AripoЕл Керо дел Арипо и Ел Тачуче, чији врх износи 900 m (3.000 стопа).
Мочвара Карони са својих 3278 заштићених хектара, дуго је представљала физичку баријеру за ширење града на југ, присиљавајући немилосрдан урбани раст на исток на рачун растерећења обилазнице. Ово подручје мангрова на западној обали друго је највеће мочварно подручје на острву након источнообалске Нарива мочваре која је скоро двоструко већа. Она има преко 160 врста птица, укључујући националну птицу, гримизни ибис. То је једна од најпопуларнијих туристичких атракција у земљи са садржајима за посетиоце и редовним обиласцима бродом са водичем.
Неки од градова леже на копну повраћеним из Паријског залива, мирног заклоњеног залива који одваја Тринидад од Венецуеле, док се други делови пењу у брда изнад града. Географски гледано, Лука Шпаније је идеална за поморски саобраћај, пружајући природну луку на северозападним обалама Тринидада где су неповољни временски услови изузетно ретки. За разлику од Чагванаса и Сан Фернанда, Лука Шпанија има хладну климу због надморске висине и околних планина Северног ланца. У високим, магловитим долинама и планинама које окружују северну периферију града, температурна инверзија је прилично честа и планине пружају расхлађујуће олакшање од спарне врелине испод. Блу Бејсин водопади, популарна атракција, налазе се северно у Диего Мартину.

### Клима
Град има тропску влажну и суву климу (Кепен Aw) климу коју карактеришу топле до вруће температуре током целе године, са малим сезонским варијацијама због близине екватора, иако се ноћне температуре донекле спуштају током зимских месеци од јануара до марта. Температуре се обично крећу од 19 до 34 °C, ретко изнад 35 или испод 17. Влажна сезона траје од маја до децембра, а сушна сезона од јануара до априла. Током децембра-фебруара може бити прохладно током ноћних сати.
| Клима Луке Шпаније, Тринидад и Тобаго       | Клима Луке Шпаније, Тринидад и Тобаго | Клима Луке Шпаније, Тринидад и Тобаго | Клима Луке Шпаније, Тринидад и Тобаго | Клима Луке Шпаније, Тринидад и Тобаго | Клима Луке Шпаније, Тринидад и Тобаго | Клима Луке Шпаније, Тринидад и Тобаго | Клима Луке Шпаније, Тринидад и Тобаго | Клима Луке Шпаније, Тринидад и Тобаго | Клима Луке Шпаније, Тринидад и Тобаго | Клима Луке Шпаније, Тринидад и Тобаго | Клима Луке Шпаније, Тринидад и Тобаго | Клима Луке Шпаније, Тринидад и Тобаго | Клима Луке Шпаније, Тринидад и Тобаго |
| Показатељ \ Месец                           | .Јан.                                 | .Феб.                                 | .Мар.                                 | .Апр.                                 | .Мај.                                 | .Јун.                                 | .Јул.                                 | .Авг.                                 | .Сеп.                                 | .Окт.                                 | .Нов.                                 | .Дец.                                 | .Год.                                 |
| ------------------------------------------- | ------------------------------------- | ------------------------------------- | ------------------------------------- | ------------------------------------- | ------------------------------------- | ------------------------------------- | ------------------------------------- | ------------------------------------- | ------------------------------------- | ------------------------------------- | ------------------------------------- | ------------------------------------- | ------------------------------------- |
| Апсолутни максимум, °C (°F)                 | 33,2 (91,8)                           | 33,0 (91,4)                           | 34,9 (94,8)                           | 34,9 (94,8)                           | 35,3 (95,5)                           | 34,4 (93,9)                           | 33,5 (92,3)                           | 34,2 (93,6)                           | 37,0 (98,6)                           | 35,5 (95,9)                           | 33,8 (92,8)                           | 33,2 (91,8)                           | 37,0 (98,6)                           |
| Максимум, °C (°F)                           | 28,0 (82,4)                           | 28,9 (84)                             | 30,3 (86,5)                           | 31,0 (87,8)                           | 33,1 (91,6)                           | 31,5 (88,7)                           | 31,3 (88,3)                           | 31,7 (89,1)                           | 32,2 (90)                             | 32,2 (90)                             | 31,5 (88,7)                           | 31,1 (88)                             | 31,07 (87,93)                         |
| Минимум, °C (°F)                            | 17,0 (62,6)                           | 19,2 (66,6)                           | 20,7 (69,3)                           | 22,0 (71,6)                           | 23,0 (73,4)                           | 23,3 (73,9)                           | 23,0 (73,4)                           | 23,0 (73,4)                           | 23,1 (73,6)                           | 22,6 (72,7)                           | 22,3 (72,1)                           | 21,0 (69,8)                           | 21,68 (71,03)                         |
| Апсолутни минимум, °C (°F)                  | 14,6 (58,3)                           | 16,1 (61)                             | 16,7 (62,1)                           | 17,2 (63)                             | 18,9 (66)                             | 19,7 (67,5)                           | 18,3 (64,9)                           | 18,9 (66)                             | 19,4 (66,9)                           | 19,4 (66,9)                           | 17,9 (64,2)                           | 15,7 (60,3)                           | 14,6 (58,3)                           |
| Количина кише, mm (in)                      | 42,9 (1,689)                          | 39,8 (1,567)                          | 16,9 (0,665)                          | 27,7 (1,091)                          | 67,5 (2,657)                          | 155,6 (6,126)                         | 193,6 (7,622)                         | 244,0 (9,606)                         | 190,5 (7,5)                           | 143,3 (5,642)                         | 210,5 (8,287)                         | 75,7 (2,98)                           | 1,408 (55,433)                        |
| Дани са кишом (≥ 0.1 mm)                    | 11                                    | 10                                    | 6                                     | 6                                     | 11                                    | 20                                    | 21                                    | 19                                    | 16                                    | 15                                    | 18                                    | 13                                    | 166                                   |
| Релативна влажност, %                       | 81                                    | 80                                    | 77                                    | 77                                    | 79                                    | 84                                    | 84                                    | 84                                    | 84                                    | 85                                    | 86                                    | 84                                    | 82                                    |
| Сунчани сати — месечни просек               | 241,3                                 | 231,3                                 | 248,3                                 | 237,5                                 | 233,2                                 | 183,7                                 | 205,9                                 | 212,5                                 | 197,1                                 | 207,4                                 | 197,7                                 | 214,5                                 | 2.610,4                               |
| Извор #1: World Meteorological Organization |                                       |                                       |                                       |                                       |                                       |                                       |                                       |                                       |                                       |                                       |                                       |                                       |                                       |
| Извор #2: NOAA (sun, extremes and humidity) |                                       |                                       |                                       |                                       |                                       |                                       |                                       |                                       |                                       |                                       |                                       |                                       |                                       |

### Урбана структура
Званична популација Лике Шпаније релативно је мала и одражава уске градске границе укључујући централну пословну четврт и бројне економски депресивне и неколико напредних суседних предграђа. Осим званичног становништва, суседно окружење Источно-Западни коридор има близу 600.000 људи, и осећај „великог града“ са својим приградским колима доминира путовање на посао. Коридор је изграђено подручје северног Тринидада које се протеже од главног града, Луке Шпаније, 24 km (15 mi) источно до Ариме. Укључује градове Баратарија, Сан Хуан, Ст. Јосев, Курепе, Ст. Августин, Тунапуна, Такаригва, Ароука и Фајве Риверс, некада различите заједнице, а сада округе у непрекидном урбаном подручју. Углавном се простиру дуж источне магистрале, између аутопута Черчил-Рузвелт и подножја северног ланца.

## Становање
Становање у Луци Шпанија варира од луксузних станова на обали до пансионских кућа којима недостаје унутрашњи водовод и приступ моторним возилима. Континуирани притисак за ширење комерцијалног развоја у Вудбруку и Горњем граду (сама лука Шпанија) довео је до брзе стопе опадања градског становништва у последње 4 деценије. Приватна развојна шема у улици Дејмиен у Вудбруку недавно је обезбедила 350 луксузних станова, али њихове цене нису приступачне већини становника, иако су првобитно били намењени општој популацији.
Да би се решио овај проблем, Развојна компанија источног дела Луке Шпаније, је основана 2005. године са мандатом да развије и поново изгради зону у источној Луци Шпаније ради побољшања економског, друштвеног и физичког окружења у тим подручјима. Велики делови источног улаза у Луку Шпаније очишћени су од старих складишта и неквалитетних станова.
Постоји неколико нових државних стамбених пројеката у граду који су у изградњи или су у плану.

## Становништво
| Година       |
| Становништво |
| ------------ |

## Партнерски градови
Порт ов Спејн партнерски градови су:
- Атланта
- Лагос
- Морнало